# Afrosison
Afrosison es un género con 13 especies  perteneciente a la familia  Apiaceae. Es originario de Sudán.

## Taxonomía
El género fue descrito por Karl Friedrich August Hermann Wolff y publicado en Botanische Jahrbücher für Systematik, Pflanzengeschichte und Pflanzengeographie 48: 261. 1912.  La especie tipo no ha sido designada.

## Especies
- Afrosison djurense H.Wolff
- Afrosison gallabatense H.Wolff
- Afrosison schweinfurthii H.Wolff